# Ленкоранский государственный университет
Ленкоранский (Лянкяранский) государственный университет (азерб. Lənkəran Dövlət Universiteti) — государственное высшее учебное заведение Азербайджана. Расположен в городе Ленкорань.

## Общие сведения
Указом Кабинета Министров Азербайджана № 319 от 25 сентября 1991 года создан филиал Бакинского Государственного Университета в Ленкорани.
Указом от 23 июля 1992 года на базе филиала создан государственный университет.
В марте 2018 года Бакинский государственный университет и Ленкоранский государственный университет подписали договор о сотрудничестве в области науки и образования.
В апреле 2019 года Азербайджанский институт теологии и Ленкоранский государственный университет подписали Протокол о сотрудничестве в области совместной научно-педагогической и исследовательской работы.
Ректором университета является доктор математических наук, профессор Натиг Ибрагимов.

## Структура
В университете действует 5 факультетов:
- факультет экономики и управления,
- факультет естественных наук,
- факультет филологии и начального образования,
- факультет истории, географии и искусства,
- факультет аграрно-инженерного дела.

В 1997—1998 учебном году в университете функционировало отделение магистратуры.